# Dilan Deniz Gökçek
Dilan Deniz Gökçek (1976. november 4. –) török nemzetközi női labdarúgó-játékvezető. A Marmara Egyetemen testnevelésből szerzett diplomát.

## Pályafutása

### Nemzeti játékvezetés
Egy alkalommal Lale Orta cikkét olvasta a sportújságban, elhatározta, hogy játékvezetői vizsgát tesz. A játékvezetői vizsgát Kadriye Gökçek (szintén FIFA minősítésű bíró) nővérével együtt 1996-ban tette le. Első asszisztensi mérkőzése 1998. február 8-án volt. A küldési gyakorlat szerint rendszeres partbírói, majd 4. bírói szolgálatot is végez. Nemzeti labdarúgó-szövetségének megfelelő játékvezető bizottságai minősítése alapján jutott magasabb osztályokba. Játékvezetőnek történő minősítését követően 1999. április 4-én vezette első mérkőzését. 1998-tól az A2 Liga játékvezető asszisztense. 1999-től a TFF 3. Liga, 2001-től az A2 Liga valamint a török női I. Liga játékvezetője. 2008-tól a TFF I. Liga bírója.

### Nemzetközi játékvezetés
A Török labdarúgó-szövetség (TFF) Játékvezető Bizottsága (JB) terjesztette fel nemzetközi játékvezetőnek, a Nemzetközi Labdarúgó-szövetség (FIFA) 2005-től tartja nyilván női bírói keretében. Több nemzetek közötti válogatott és klubmérkőzést vezetett, vagy működő társának 4. bíróként segített. A FIFA JB nyilvántartása szerint 2. kategóriás bíró.

#### Női labdarúgó-világbajnokság
A világbajnoki döntőkhöz vezető úton Kínába a 6., a 2011-es női labdarúgó-világbajnokságra, valamint Kanadába a 7., a 2015-ös női labdarúgó-világbajnokság  a FIFA JB játékvezetőként alkalmazta. Selejtező mérkőzéseket az UEFA zónában vezetett.

##### 2011-es női labdarúgó-világbajnokság

###### Selejtező mérkőzés
| Időpont           | Helyszín                      | Mérkőzés típusa           | Mérkőzés           | Eredmény |
| ----------------- | ----------------------------- | ------------------------- | ------------------ | -------- |
| 2009. október 29. | Tynecastle Stadion, Edinburgh | előselejtező (3. csoport) | Skócia–Grúzia      | 3 – 1    |
| 2010. március 27. | Aka Arena, Hønefoss           | előselejtező (2. csoport) | Norvégia–Macedónia | 14 – 0   |
| 2010. június 19.  | Linna Stadion, Rakvere        | előselejtező (1. csoport) | Észtország–Szerbia | 1 – 0    |

##### 2015-ös női labdarúgó-világbajnokság

###### Selejtező mérkőzés
| Időpont              | Helyszín                         | Mérkőzés típusa              | Mérkőzés                   | Eredmény | Nézők száma |
| -------------------- | -------------------------------- | ---------------------------- | -------------------------- | -------- | ----------- |
| 2013. április 6.     | LFF Stadion, Vilnius             | főtáblára jutás (B. csoport) | Grúzia–Montenegró          | 0 – 2    | 10          |
| 2013. április 13.    | LFF Stadion, Vilnius             | főtáblára jutás (B. csoport) | Feröer–Grúzia              | 0 – 3    | 12          |
| 2013. szeptember 6.  | Fir Park Stadion, Motherwell     | előselejtező (4. csoport)    | Skócia–Bosznia-Hercegovina | 7 – 0    | 1061        |
| 2014. szeptember 17. | Sports Centre Stadion, Dravograd | előselejtező (1. csoport)    | Szlovénia–Szlovákia        | 2 – 1    | 300         |

#### Női labdarúgó-Európa-bajnokság

##### U19-es női labdarúgó-Európa-bajnokság
Wales rendezte a 16., a 2013-as U19-es női labdarúgó-Európa-bajnokságot, ahol a FIFA/UEFA JB bíróként alkalmazta.

##### 2013-as U19-es női labdarúgó-Európa-bajnokság

###### Európa-bajnoki mérkőzés
| Időpont             | Helyszín                           | Mérkőzés típusa              | Mérkőzés              | Eredmény |
| ------------------- | ---------------------------------- | ---------------------------- | --------------------- | -------- |
| 2013. augusztus 19. | Stebonheath Park Stadion, Llanelli | csoportmérkőzés (B. csoport) | Svédország–Finnország | 1 – 1    |
| 2013. augusztus 22. | Richmond Park Stadion, Carmarthen  | csoportmérkőzés (A. csoport) | Wales–Anglia          | 0 – 3    |

---
A női európai labdarúgó torna döntőjéhez vezető úton Svédország  rendezte a 2013-as női labdarúgó-Európa-bajnokságot, ahol az UEFA JB játékvezetőként foglalkoztatta.

##### 2013-as női labdarúgó-Európa-bajnokság

###### Selejtező mérkőzés
| Időpont           | Helyszín                   | Mérkőzés típusa           | Mérkőzés          | Eredmény | Nézők száma |
| ----------------- | -------------------------- | ------------------------- | ----------------- | -------- | ----------- |
| 2011. október 22. | Városi Stadion, Csernyihiv | előselejtező (5. csoport) | Ukrajna–Szlovákia | 0 – 0    | 3200        |